# Cal Barber (Sant Sadurní d'Anoia)
Cal Barber és una obra modernista de Sant Sadurní d'Anoia (Alt Penedès) inclosa a l'Inventari del Patrimoni Arquitectònic de Catalunya.

## Descripció
Habitatge unifamiliar entre mitgeres de planta baixa i dos pisos. Té coberta de teula àrab a dues vessants. La façana presenta capcer amb quatre pinacles ornamentats i un cos central més alt, així com balcons correguts, encoixinat de textura rugosa i ornamentació naturalista entorn de les obertures. El llenguatge arquitectònic emprat en l'obra és el modernista.

## Història
Cal Barber està situada al nucli rural de Can Catasús. La seva construcció fou encarregada, en la primera dècada del segle xx, per Josep Samsó i Roig, i constitueix un exemple singular dintre del conjunt del nucli, format majoritàriament per cases populars, originàriament de comparets.